# Saison 1974-1975 du Stade rennais FC
Maillots
Chronologie
Saison précédente Saison suivante
La saison 1974-1975 du Stade rennais football club débute le 2 août 1974 avec la première journée du Championnat de France de Division 1, pour se terminer le 3 juin 1975 avec une relégation en Division 2, dix-sept ans après le dernier passage du club à ce niveau.
Le Stade rennais FC est également engagé en Coupe de France.

## Résumé de la saison
À l'aube de la saison 1974-1975, les supporters du Stade rennais ont de quoi être optimistes. Le début d'année 1974 s'est passé pour le mieux grâce notamment à l'apport de Laurent Pokou, et le club réussit à faire revenir au bercail Raymond Keruzoré, qui ne s'est jamais adapté à Marseille. On note cependant les départs d'André Betta et de quelques anciens titulaires comme Daniel David et Ricardo Cherini, mais le club peut commencer à s'appuyer sur sa génération « Gambardella 1973 », au premier rang duquel le milieu de terrain Jean-Luc Arribart, et continue de recruter en Afrique avec l'arrivée du Marocain Houssaine Anafal. Reconduit dans son rôle d'entraîneur, René Cédolin est désormais secondé par Claude Dubaële qui revient au club huit ans après son départ.
Le début de saison rennais voit l'équipe s'installer dans la première moitié du classement. Elle souffre cependant d'une incapacité chronique à s'imposer à l'extérieur, deux déplacements (au Red Star et à Angers) faisant exception. La mi-championnat est atteinte à une bonne sixième place, le club réussissant à obtenir au passage deux points de bonus grâce à deux larges victoires sur Strasbourg et Lille. Peu auparavant, les Rennais avaient même réussi à faire chuter l'AS Saint-Étienne route de Lorient (3 - 1). Quelques mois plus tard, les « Verts » feront le doublé coupe-championnat, et parviendront jusqu'en demi-finale de Coupe d'Europe des clubs champions...
Et puis, au début de la phase retour, les résultats sont moins brillants. Le club est redescendu à la treizième place du classement quand, surprise, René Cédolin est écarté par la direction du club le 27 février. Cette dernière nie le licenciement de son entraîneur, se bornant à le déclarer « suspendu » en lui proposant le poste de directeur technique et de responsable du recrutement. En attendant la nomination d'un nouvel entraîneur, l'intérim est assuré par Fredo Garel, le responsable de la section amateur du club. Après que Claude Dubaële ait refusé le poste, c'est finalement Antoine Cuissard qui revient aux affaires, lui qui avait déjà entraîné le Stade rennais entre 1961 et 1964. Le SRFC s'offre lui une première : jamais, depuis l'avènement du professionnalisme, un entraîneur rennais n'avait été prié de quitter ses fonctions en cours de saison. Le seul précédent était jusqu'alors Philip McCloy, mais l'entraîneur-joueur écossais avait choisi de quitter le club de lui-même, en 1933-1934.
Le remplacement de Cédolin par Cuissard n'a pas les effets escomptés. Doucement mais sûrement, le club s'enfonce dans les profondeurs du classement, incapable de gagner le moindre match depuis le 26 janvier. À l'issue de l'antépénultième journée, ponctuée par une nouvelle défaite à Lille, le SRFC rentre dans la zone de relégation, conséquence d'un treizième match consécutif sans victoire toutes compétitions confondues. Tout se joue finalement à FC Metz, là où quelques mois plus tôt, le club a été éliminé sans gloire de la Coupe de France, sévèrement corrigé 5 buts à 0. À l'aube de la dernière journée, trois clubs se battent pour accrocher la 17e place, synonyme de maintien : Angers SCO (33 points), Stade rennais UC (33 points) et FC Sochaux-Montbéliard (32 points). Avec une différence de but inférieure à celle d'Angers, le Stade rennais doit s'imposer pour espérer une issue favorable. 
Les choses démarrent bien avec l'ouverture du score de Hervé Guermeur, mais Metz égalise rapidement puis prend l'avantage. Le même Guermeur ramène le SRFC à hauteur juste avant la mi-temps sur penalty. Comble de la malchance, Metz finit par s'imposer sur deux coups du sort : 67e minute, Rabier marque contre-son-camp, bientôt imité par Guermeur à la 83e sur une frappe qu'il dévie. Assommés, les Rennais encaissent un cinquième but anecdotique mais non moins humiliant, qui entérine définitivement leur relégation en D2. Seul vainqueur de la soirée, c'est finalement Sochaux qui sauve sa place dans l'élite. Dix-sept ans et deux coupes de France après, le Stade rennais retrouve lui la deuxième division. Des heures bien sombres s'annoncent.
Après un bon début de saison, Raymond Keruzoré se brouille peu à peu avec ses dirigeants et avec la plupart de ses coéquipiers. En effet, il est très engagé politiquement à l'extrême-gauche, taxé de gauchiste-maoïste par les uns, d'intello par les autres, et son militantisme lui vaut des inimitiés au club et plus généralement dans le monde du football. Il est chassé du Stade rennais avec une condamnation de « rupture de contrat », cassée en appel. Il est recruté en 1975 par le Stade lavallois.

## Transferts en 1974-1975
| Nom                  | Nationalité | Provenance/Destination |
| Arrivées             |             |                        |
| Houssaine Anafal     | Maroc       | KAC de Kénitra         |
| Jean-Luc Arribart    | France      | Formé au club          |
| Dominique Blin       | France      | Cadets de Bretagne     |
| Patrick Delamontagne | France      | La Bouëxière           |
| Raymond Keruzoré     | France      | Olympique de Marseille |
| Charles Léa Eyoum    | Cameroun    | US Quevilly            |
| Yves Le Floch        | France      | SRFC amateurs          |
| Départs              |             |                        |
| André Betta          | France      | FC Metz                |
| Pierre Bianic        | France      | Stade quimpérois       |
| Ricardo Cherini      | Argentine   | CA Talleres            |
| Daniel David         | France      | US Dunkerque           |
| Réginald Dortomb     | France      | Olympique avignonnais  |
| Juan Duarte          | Uruguay     | CA Peñarol             |
| Jean-Marc Orhan      | France      | SRFC amateurs          |
| Alain Séradin        | France      | CO Briochin            |

## L'effectif de la saison
| Poste¹ | Nat.² | Nom                  | Naissance         | Sélection³ | Championnat | Championnat | Coupe France | Coupe France | Total Saison | Total Saison |
| Poste¹ | Nat.² | Nom                  | Naissance         | Sélection³ | M           | But inscrit | M            | But inscrit  | M            | But inscrit  |
| ------ | ----- | -------------------- | ----------------- | ---------- | ----------- | ----------- | ------------ | ------------ | ------------ | ------------ |
| A      | MAR   | Houssaine Anafal     | 15 septembre 1952 | A          | 22          | 3           | 3            | 0            | 25           | 3            |
| M      | FRA   | Jean-Luc Arribart    | 9 mars 1955       | -          | 3           | 0           | 0            | 0            | 3            | 0            |
| A      | FRA   | Alain Bernard        | 25 septembre 1953 | -          | 29          | 7           | 2            | 1            | 31           | 8            |
| G      | FRA   | Daniel Bernard       | 29 septembre 1949 | -          | 33          | 0           | 3            | 0            | 36           | 0            |
| D      | FRA   | Dominique Blin       | 20 février 1952   | -          | 3           | 0           | 0            | 0            | 3            | 0            |
| D      | FRA   | Alain Cosnard        | 19 septembre 1944 | -          | 35          | 1           | 3            | 0            | 38           | 1            |
| A      | FRA   | Patrick Delamontagne | 18 juin 1957      | -          | 4           | 0           | 0            | 0            | 4            | 0            |
| A      | FRA   | Pierre Dell'Oste     | 6 octobre 1947    | -          | 21          | 1           | 1            | 0            | 22           | 1            |
| A      | FRA   | Hervé Guermeur       | 12 février 1949   | -          | 35          | 4           | 3            | 1            | 38           | 5            |
| G      | FRA   | Pierrick Hiard       | 27 avril 1955     | -          | 5           | 0           | 0            | 0            | 5            | 0            |
| A      | MLI   | Fantamady Keita      | 25 septembre 1949 | A          | 5           | 1           | 1            | 0            | 6            | 1            |
| D      | FRA   | Loïc Kerbiriou       | 7 mars 1949       | -          | 27          | 0           | 3            | 0            | 30           | 0            |
| M      | FRA   | Raymond Keruzoré     | 17 juin 1949      | -          | 19          | 0           | 3            | 0            | 21           | 0            |
| M      | FRA   | Yves Le Floch        | 26 septembre 1947 | -          | 34          | 0           | 3            | 0            | 37           | 0            |
| A      | CMR   | Charles Léa Eyoum    | 16 janvier 1951   | A          | 11          | 3           | 0            | 0            | 11           | 3            |
| D      | FRA   | Daniel Périault      | 16 avril 1946     | -          | 24          | 0           | 3            | 0            | 27           | 0            |
| M      | FRA   | Alain Philippe       | 1er mars 1953     | -          | 14          | 0           | 0            | 0            | 14           | 0            |
| A      | CIV   | Laurent Pokou        | 20 août 1947      | A          | 27          | 14          | 2            | 1            | 29           | 15           |
| D      | FRA   | Jean-Paul Rabier     | 25 janvier 1955   | -          | 26          | 0           | 1            | 0            | 27           | 0            |
| A      | FRA   | Philippe Redon       | 12 décembre 1950  | B          | 25          | 4           | 3            | 0            | 28           | 4            |
| D      | FRA   | Alain Rizzo          | 13 octobre 1949   | -          | 35          | 0           | 2            | 0            | 37           | 0            |

- 1 : G, Gardien de but ; D, Défenseur ; M, Milieu de terrain ; A, Attaquant
- 2 : Nationalité sportive, certains joueurs possédant une double-nationalité
- 3 : sélection la plus élevée obtenue

## Équipe-type
Il s'agit de la formation la plus courante rencontrée en championnat.

## Les rencontres de la saison

### Liste
| Match | Date         | Compétition     | Tour               | Adversaire    | Lieu ¹ | Score | Class. | Buteurs pour le Stade rennais |
| ----- | ------------ | --------------- | ------------------ | ------------- | ------ | ----- | ------ | ----------------------------- |
| 1     | 2 août       | Division 1      | 1                  | Metz          | D      | 0-0   | 13     |                               |
| 2     | 9 août       | Division 1      | 2                  | Nice          | E      | 1–4   | 18     | Léa Eyoum                     |
| 3     | 13 août      | Division 1      | 3                  | Angers        | D      | 2-0   | 11     | Redon Léa Eyoum               |
| 4     | 16 août      | Division 1      | 4                  | Lens          | D      | 1–0   | 8      | Redon                         |
| 5     | 23 août      | Division 1      | 5                  | Lyon          | E      | 1–4   | 15     | Pokou                         |
| 6     | 27 août      | Division 1      | 6                  | Bastia        | D      | 1-1   | 14     | A. Bernard                    |
| 7     | 2 septembre  | Division 1      | 7                  | Paris SG      | E      | 1-2   | 18     | Redon                         |
| 8     | 13 septembre | Division 1      | 8                  | Marseille     | D      | 1–0   | 15     | Pokou                         |
| 9     | 24 septembre | Division 1      | 9                  | Nantes        | E      | 1–1   | 14     | Pokou                         |
| 10    | 27 septembre | Division 1      | 10                 | Troyes        | D      | 1–1   | 15     | Léa Eyoum                     |
| 11    | 5 octobre    | Division 1      | 11                 | Red Star      | E      | 2–0   | 14     | Pokou A. Bernard              |
| 12    | 18 octobre   | Division 1      | 12                 | Nîmes         | D      | 2-1   | 11     | Anafal Pokou                  |
| 13    | 26 octobre   | Division 1      | 13                 | Bordeaux      | E      | 0-1   | 12     |                               |
| 14    | 29 octobre   | Division 1      | 14                 | Saint-Étienne | D      | 3–1   | 9      | Pokou A. Bernard              |
| 15    | 1er novembre | Division 1      | 15                 | Monaco        | E      | 0-2   | 13     |                               |
| 16    | 9 novembre   | Division 1      | 16                 | Strasbourg    | D      | 5-1   | 7      | Anafal Pokou A. Bernard       |
| 17    | 20 novembre  | Division 1      | 17                 | Sochaux       | E      | 1-2   | 10     | Pokou                         |
| 18    | 24 novembre  | Division 1      | 18                 | Lille         | D      | 3–0   | 5      | Guermeur Pokou A. Bernard     |
| 19    | 1er décembre | Division 1      | 19                 | Reims         | E      | 1–2   | 6      | Cosnard                       |
| 20    | 8 décembre   | Division 1      | 20                 | Nice          | D      | 0–0   | 9      |                               |
| 21    | 15 décembre  | Division 1      | 21                 | Angers        | E      | 2-1   | 6      | Anafal Dell'Oste              |
| 22    | 22 décembre  | Division 1      | 22                 | Lens          | E      | 0–1   | 10     |                               |
| 23    | 12 janvier   | Division 1      | 23                 | Lyon          | D      | 0–0   | 8      |                               |
| 24    | 19 janvier   | Division 1      | 24                 | Bastia        | E      | 0-3   | 11     |                               |
| 25    | 26 janvier   | Division 1      | 25                 | Paris SG      | D      | 2–1   | 10     | Redon Pokou                   |
| 26    | 2 février    | Coupe de France | 1/32 finale        | Aulnoye       | N      | 1-0   | 1-0    | Pokou                         |
| 27    | 9 février    | Division 1      | 26                 | Marseille     | E      | 1-3   | 12     | Pokou                         |
| 28    | 16 février   | Division 1      | 27                 | Nantes        | D      | 0–0   | 12     |                               |
| 29    | 23 février   | Division 1      | 28                 | Troyes        | E      | 0-2   | 13     |                               |
| 30    | 1er mars     | Coupe de France | 1/16 finale aller  | Metz          | D      | 2-2   | 2-2    | A. Bernard Guermeur           |
| 31    | 7 mars       | Coupe de France | 1/16 finale retour | Metz          | E      | 0-5   | 0-5    |                               |
| 32    | 12 mars      | Division 1      | 29                 | Red Star      | D      | 0–2   | 13     |                               |
| 33    | 15 mars      | Division 1      | 30                 | Nîmes         | E      | 0-0   | 13     |                               |
| 34    | 20 mars      | Division 1      | 31                 | Bordeaux      | D      | 1–1   | 15     | Keita                         |
| 35    | 1er avril    | Division 1      | 32                 | Saint-Étienne | E      | 0–3   | 17     |                               |
| 36    | 5 avril      | Division 1      | 33                 | Monaco        | D      | 1–1   | 16     | Guermeur                      |
| 37    | 19 avril     | Division 1      | 34                 | Strasbourg    | E      | 0–2   | 16     |                               |
| 38    | 30 avril     | Division 1      | 35                 | Sochaux       | D      | 0–1   | 17     |                               |
| 39    | 3 mai        | Division 1      | 36                 | Lille         | E      | 0–1   | 19     |                               |
| 40    | 30 mai       | Division 1      | 37                 | Reims         | D      | 2–2   | 18     | Pokou A. Bernard              |
| 41    | 3 juin       | Division 1      | 38                 | Metz          | E      | 2–5   | 19     | Guermeur                      |

- 1 N : terrain neutre ; D : à domicile ; E : à l'extérieur ; drapeau : pays du lieu du match international

## Bilan des compétitions
| Compétition     | Vainqueur final  | Débute au tour | Place ou tour final | Première rencontre | Dernière rencontre | Nombre |
| --------------- | ---------------- | -------------- | ------------------- | ------------------ | ------------------ | ------ |
| Division 1      | AS Saint-Étienne | 1re journée    | 19e                 | 2 août 1974        | 3 juin 1975        | 38     |
| Coupe de France | AS Saint-Étienne | 1/32 de finale | 1/16 de finale      | 2 février 1975     | 7 mars 1975        | 3      |

### Division 1

#### Classement
| Rang | Équipe   | Pts | J  | G  | N  | P  | Bp | Bc | Diff | Bon |
| ---- | -------- | --- | -- | -- | -- | -- | -- | -- | ---- | --- |
| 16   | Troyes   | 37  | 38 | 12 | 10 | 16 | 46 | 55 | -9   | 3   |
| 17   | Sochaux  | 34  | 38 | 11 | 10 | 17 | 41 | 49 | -8   | 2   |
| 18   | Angers   | 33  | 38 | 9  | 10 | 19 | 48 | 60 | -12  | 5   |
| 19   | Rennes   | 33  | 38 | 10 | 11 | 17 | 38 | 52 | -14  | 2   |
| 20   | Red Star | 29  | 38 | 7  | 12 | 19 | 43 | 55 | -12  | 3   |

- 18, 19 et 20 : Relégation en Division 2

#### Résultats
| Total  | Total  | Total | Total | Total | Total | Total | Total | Domicile | Domicile | Domicile | Domicile | Domicile | Domicile | Extérieur | Extérieur | Extérieur | Extérieur | Extérieur | Extérieur |
| Matchs | Points | V     | N     | D     | BP    | BC    | Diff. | V        | N        | D        | BP       | BC       | Diff.    | V         | N         | D         | BP        | BC        | Diff.     |
| ------ | ------ | ----- | ----- | ----- | ----- | ----- | ----- | -------- | -------- | -------- | -------- | -------- | -------- | --------- | --------- | --------- | --------- | --------- | --------- |
| 38     | 31(+2) | 10    | 11    | 17    | 38    | 52    | -14   | 8        | 9        | 2        | 25       | 13       | +12      | 2         | 2         | 15        | 13        | 39        | -26       |

#### Résultats par journée
| Journée   | 01 | 02 | 03 | 04 | 05 | 06 | 07 | 08 | 09 | 10 | 11 | 12 | 13 | 14 | 15 | 16 | 17 | 18 | 19 | 20 | 21 | 22 | 23 | 24 | 25 | 26 | 27 | 28 | 29 | 30 | 31 | 32 | 33 | 34 | 35 | 36 | 37 | 38 |
| --------- | -- | -- | -- | -- | -- | -- | -- | -- | -- | -- | -- | -- | -- | -- | -- | -- | -- | -- | -- | -- | -- | -- | -- | -- | -- | -- | -- | -- | -- | -- | -- | -- | -- | -- | -- | -- | -- | -- |
| Terrain   | D  | E  | D  | D  | E  | D  | E  | D  | E  | D  | E  | D  | E  | D  | E  | D  | E  | D  | E  | D  | E  | E  | D  | E  | D  | E  | D  | E  | D  | E  | D  | E  | D  | E  | D  | E  | D  | E  |
| Résultats | N  | D  | V  | V  | D  | N  | D  | V  | N  | N  | V  | V  | D  | V  | D  | V  | D  | V  | D  | N  | V  | D  | N  | D  | V  | D  | N  | D  | D  | N  | N  | D  | N  | D  | D  | D  | N  | D  |
| Points    | 1  | 1  | 3  | 5  | 5  | 6  | 6  | 8  | 9  | 10 | 12 | 14 | 14 | 16 | 16 | 19 | 19 | 22 | 22 | 23 | 25 | 25 | 26 | 26 | 28 | 28 | 29 | 29 | 29 | 30 | 31 | 31 | 32 | 32 | 32 | 32 | 33 | 33 |
| Place     | 13 | 18 | 11 | 8  | 15 | 14 | 18 | 15 | 14 | 15 | 14 | 11 | 12 | 9  | 13 | 7  | 10 | 5  | 6  | 9  | 6  | 10 | 8  | 11 | 10 | 12 | 12 | 13 | 13 | 13 | 15 | 17 | 16 | 16 | 17 | 19 | 18 | 19 |

Source : Liste des rencontres

Terrain : D = Domicile ; E = Extérieur. Résultat: D = Défaite ; N = Nul ; V = Victoire.